# Kaharlyk
Kaharlyk (ukrainsk: Кагарлик) er en by i Kyiv oblast (provins) i Ukraine, beliggende i Obukhiv rajon (før rajonreformen i 2020 var byen hovedsæde for Kaharlyk rajon, som blev nedlagt som følge af reformen).
Byen har en befolkning på omkring 13.351 (2021).

## Galleri
- T-10M monument
- Stadion
- Ø i byparken